# Castello di Kasugayama
Il castello di Kasugayama (春日山城?, Kasugayama-jo) fu la fortezza primaria del daimyō giapponese Uesugi Kenshin durante il periodo Sengoku. Oggi è situato nella città di Jōetsu, nella prefettura di Niigata, e fu costruito e governato inizialmente dal clan Nagao. È nella lista dei cento migliori castelli del Giappone per il suo rilevante significato storico, culturale e regionale.

## Storia

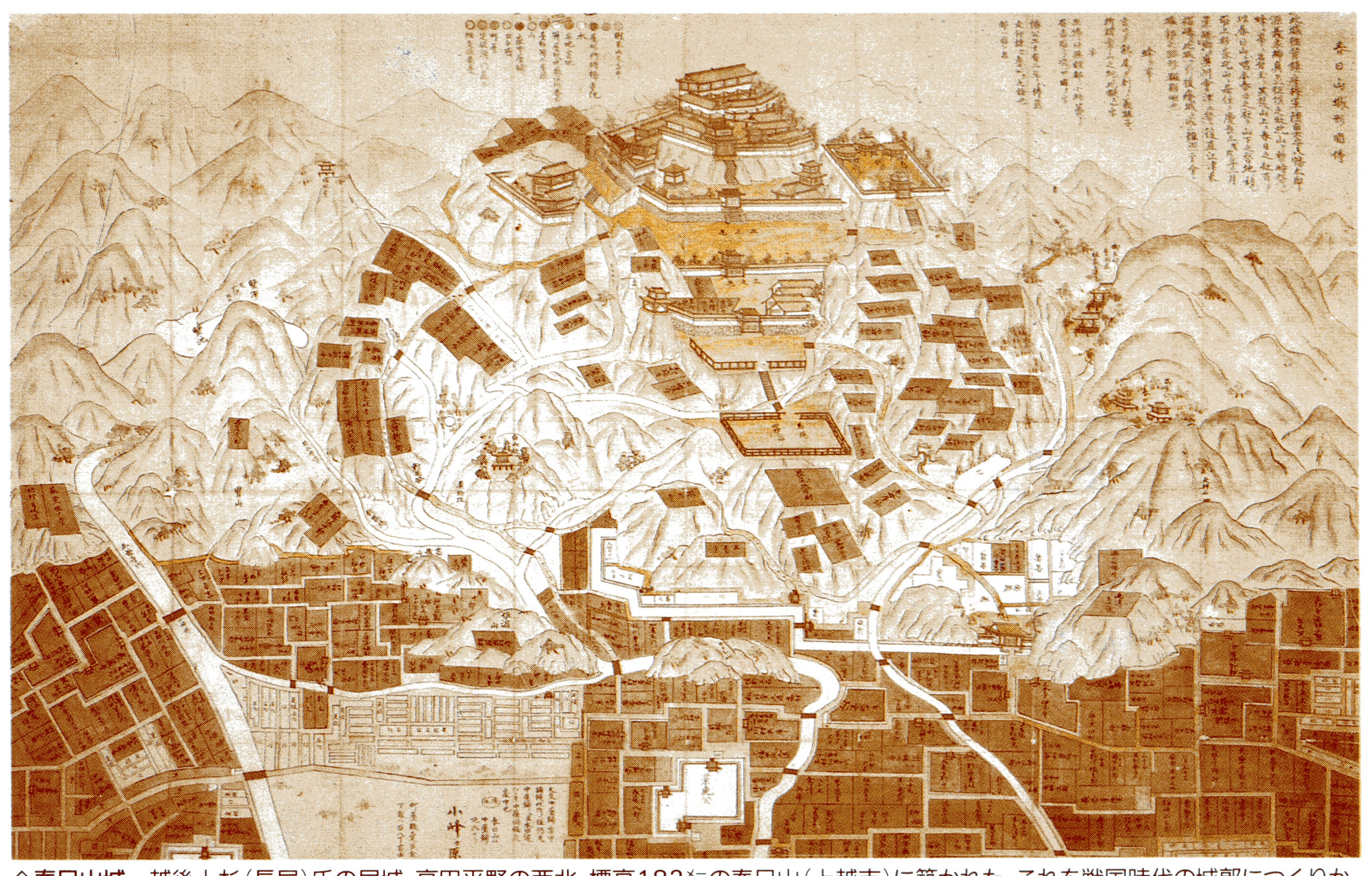
Nuova stampa della vecchia mappa.

Nel sito di costruzione c'era un vecchio castello datato XIV secolo, ma non ci sono informazioni certe. Il castello di Kasugayama fu probabilmente costruito da Nagao Tamekage, e fu ereditato da Nagao Harukage. Uesugi Kenshin, suo fratello minore che si chiamava originariamente Nagao Kagetora, divenne il signore del castello nel 1548. Il castello è stato il punto di partenza di tutti gli scontri con Takeda Shingen dal 1561 nelle battaglie di Kawanakajima.
Dopo la morte di Kenshin nel 1578, suo figlio adottivo Uesugi Kagekatsu prese il controllo del castello, dopo una serie di scontri con l'altro figlio Uesugi Kagetora, e l'eredità. Venti anni dopo, Kagekatsu si spostò ad Aizu, e gli Hori divennero i signori del castello; ma questi pensarono che il castello non fosse un buon posto da cui governare, così costruirono un nuovo castello a Fukushima e, nel 1607 il castello di Kasugayama restò deserto.
Il castello non ufficialmente è chiamato castello di Hachigamine, il nome Kasuga, letteralemente "giorno di primavera", deriva da Kasuga-taisha, un grande santuario Scinto a Nara. Il castello e la sua storia è menzionata da Takizawa Bakin e Yamazaki Yoshishige nel Tanki manroku.

## Caratteristiche

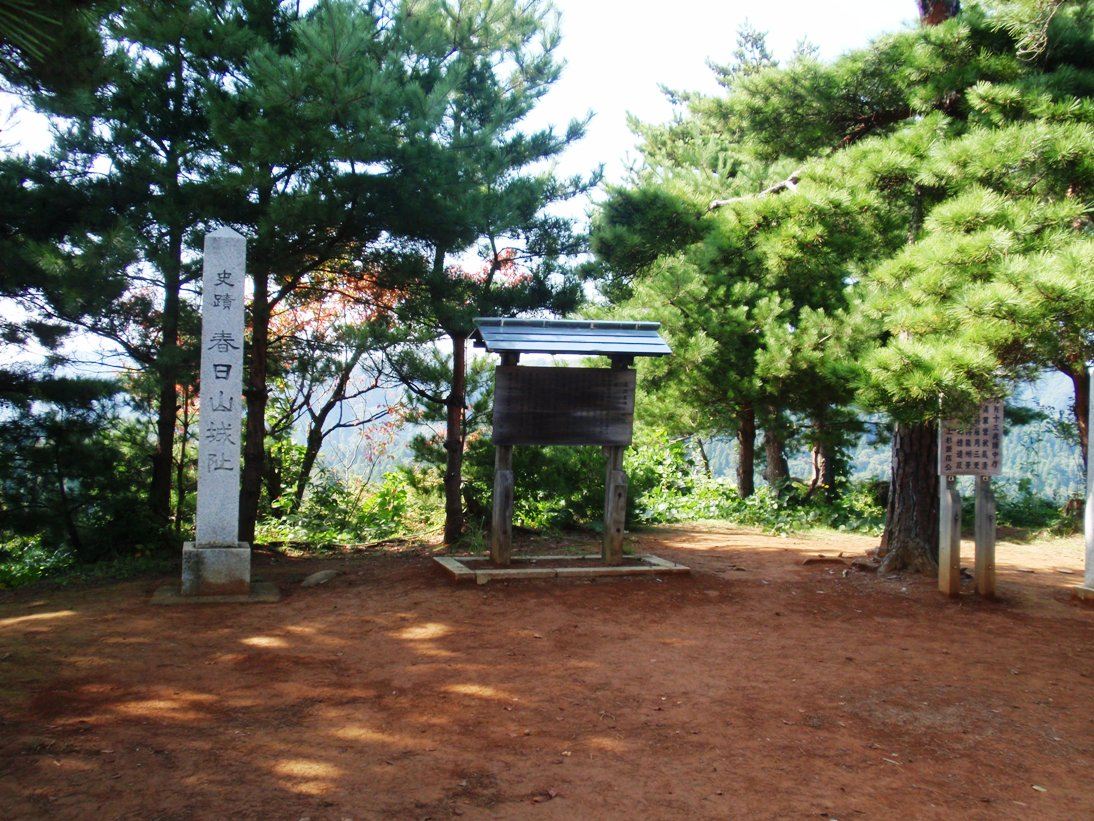

Il castello è stato costruito nella montagna (yamajiro significa "castello di montagna") per poter essere difeso al meglio, con molte trincee e cortili esterni, a nord-est della piana di Kubiki, ed è situato in un punto importante per la difesa delle strade della regione di Hokuriku.
I kuruwa (mura del castello) e l'honmaru (centro del castello dove viveva il governante), sono a venti minuti di cammino dal santuario di Kasugayama (trovato nel 1901). Le rovine dell'honmaru è situato a 180 metri sul livello del mare, con vista sulla città di Joetsu, sulla piana di Kubiki e sul mare del Giappone. Ci sono molti forti attorno ai 2–6 km, che erano usati come rete di difesa del castello. Il castello comunque non fu mai attaccato.
Non molte strutture sono state conservate attorno al castello. Ci sono due musei vicino al tempio di Rinsenji, e la fortezza orientale.

## Importanza
Il castello di Kasugayama è considerato uno dei cinque castelli di montagna più importanti di tutto il Giappone, assieme ai Castello di Nanao, Castello di Odani, Castello di Kannonji ed il Castello di Gassantoda.